# 艾丽森·伍拉德
艾丽森·伍拉德（英語：Alison Woollard，1968年—）是一位英国生物学家，牛津大学生物化学系讲师
，专攻模式生物秀丽隐杆线虫的发育生物学，2013年主持了英国皇家科学院圣诞讲座，主题《奇妙的生命》（Life Fantastic）。